# Ez-Chaim-Synagoge

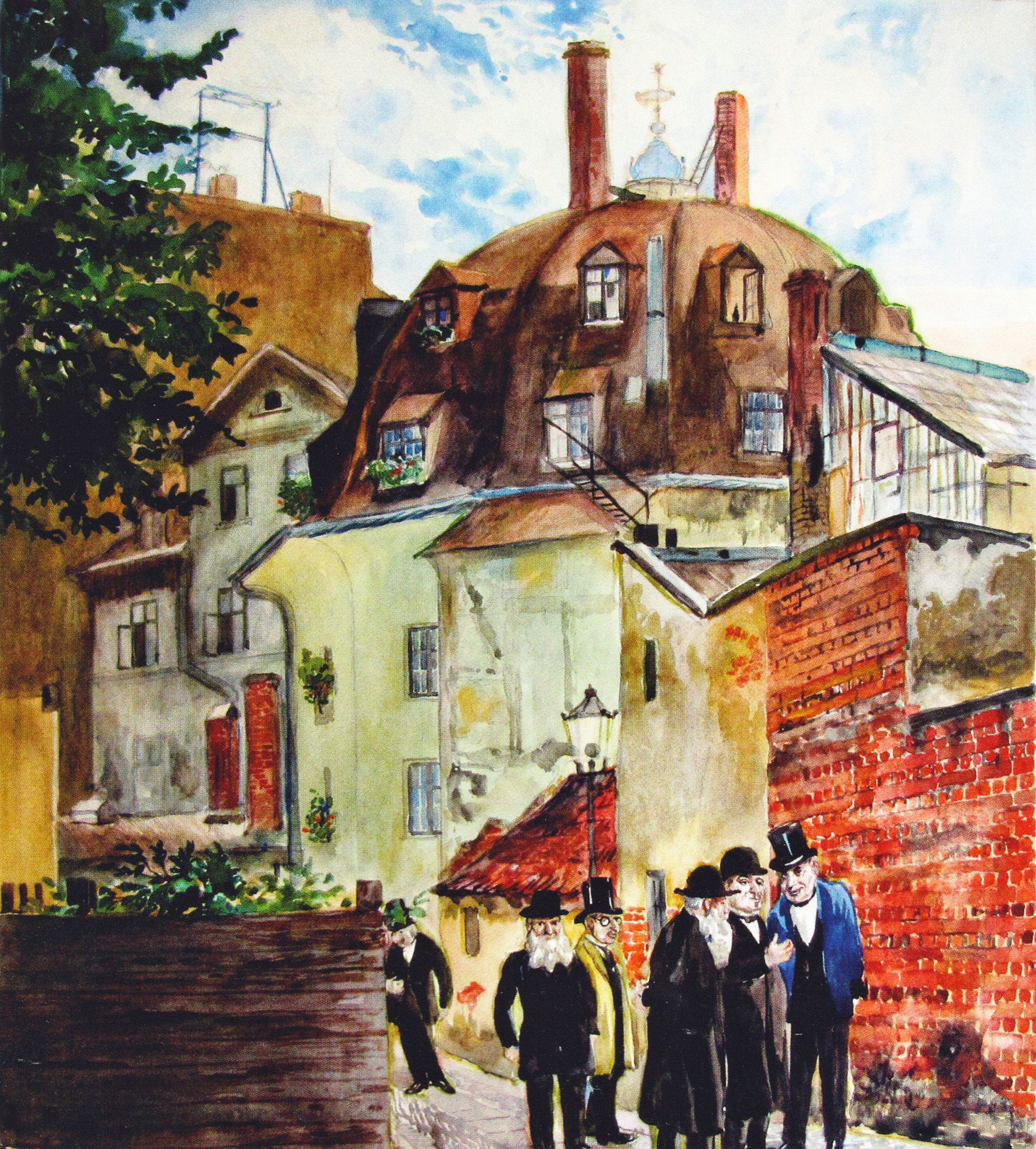
Arthur Michaelis: An der Ez-Chaim-Synagoge, 1924 – Der Rundbau im Hintergrund ist der sogenannte „Vogelkäfig“ und befand sich in unmittelbarer Nachbarschaft der Synagoge, war aber älter und von dieser unabhängig.

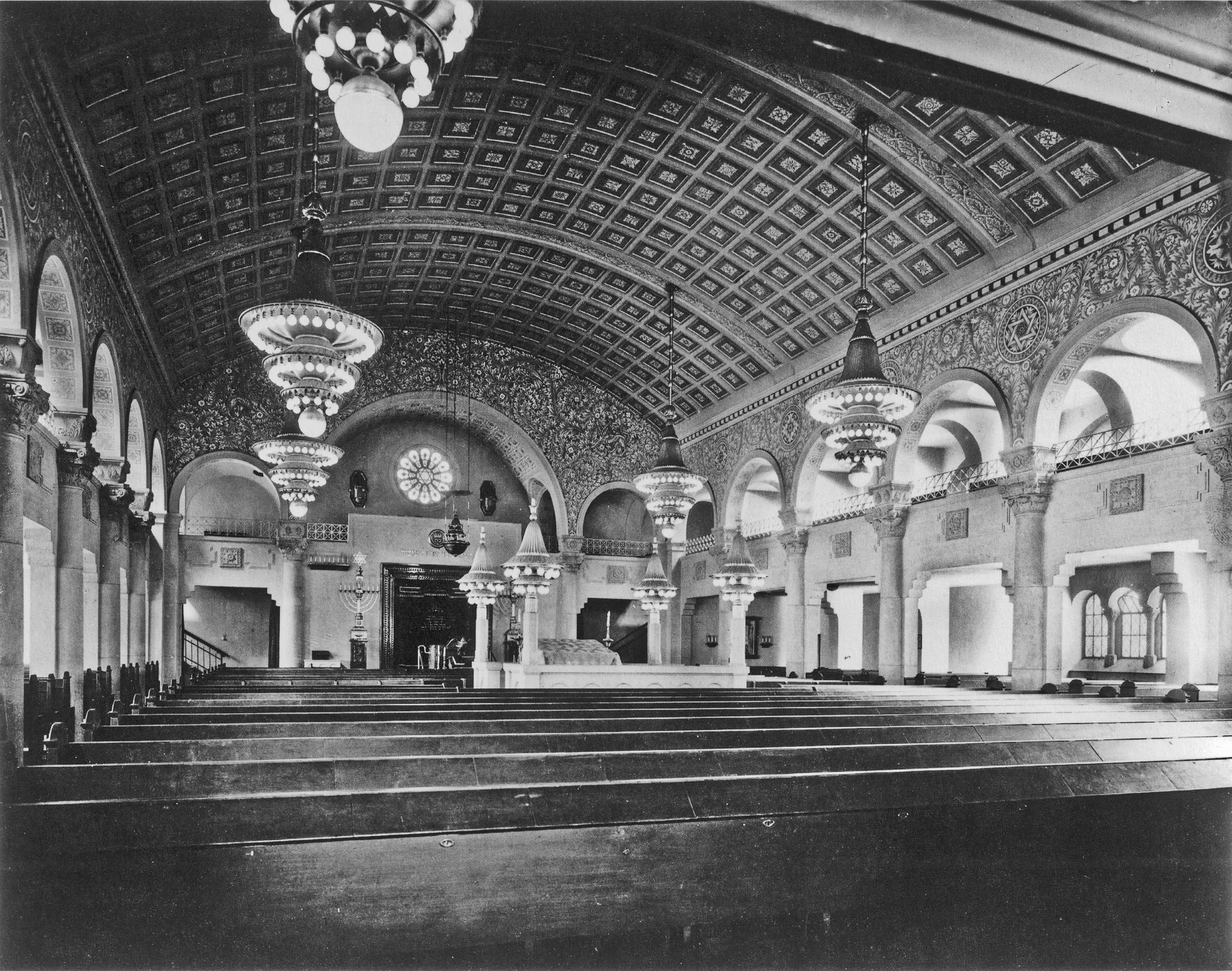
Innenansicht der Ez-Chaim-Synagoge

Die Ez-Chaim-Synagoge (von hebräisch עץ חיים Ez Chaim; dt. Baum des Lebens) war eine Synagoge auf dem Grundstück Apels Garten 4 (ursprünglich Otto-Schill-Straße 6–8) in Leipzig.

## Beschreibung

### Lage
Der jüdische Sakralbau wandte sich mit seiner südwestlich ausgerichteten Eingangsfront der Straße Apels Garten zu. Das Bauwerk war direkt von Verwaltungs-, Gewerbe- und Wohngebäuden umgeben.

### Geschichte
Da in der Leipziger Synagoge ein reformierter Kultus praktiziert wurde, feierten die polnischen, orthodoxen Ostjuden in der 1903 erbauten Brodyer Synagoge den Gottesdienst. Nach dem Ersten Weltkrieg wuchs die Gemeinde und das Platzangebot der Synagoge war nicht mehr ausreichend.
Nachdem der Leipziger Rauchwarenhändler und Mäzen Chaim Eitingon eine Stiftung vorgenommen hatte, war es dem Talmud-Thora-Verein im Jahre 1921 möglich, eine neue große orthodoxe Synagoge zu erbauen. Der Verein kaufte das Grundstück Apels Garten 4, auf dem sich die Sporthalle der Leipziger Turnhalle befand. Am 24. Februar 1921 reichte der Verein ein Genehmigungsersuchen bei den Leipziger Ratsherren ein. Darin wünschte die Gemeinde den Umbau der Turnhalle in eine Synagoge. Am 21. Mai 1921 wurde die Erlaubnis unter Auflagen erteilt. Die Entwürfe zum Umbau in eine Synagoge lieferte der Leipziger Architekt Gustav Pflaume. Im April 1922 war der Rohbau fertig und am 10. September 1922 erfolgte die Einweihung der orthodoxen Synagoge. 1924 übernahm der Rabbiner Ephraim Carlebach dort das orthodoxe Rabbinat. 1927 reichte ein Verein namens Synagoge Ez Chaim e. V. erneut ein Genehmigungsersuchen bei den Leipziger Ratsherren ein. Darin wünschte man das erste Obergeschoss des Nebenhauses zu einem Betsaal für die Wochentage mit 54 Sitzplätzen umzubauen. Dieser Werktagsbetsaal wurde wieder von Gustav Pflaume gestaltet. Der Verein Synagoge Ez Chaim beantragte auch den Einbau eines rituellen Tauchbades (Mikwe) (nach einem Entwurf von Wilhelm Haller), was jedoch von den Leipziger Ratsherren abgelehnt wurde.
Die Synagoge wurde bei den Novemberpogromen in der Nacht vom 9. auf den 10. November 1938 zerstört.

### Architektur und Ausstattung
Die Synagoge war mit einem Platzangebot von 1200 Sitzplätzen die größte orthodoxe Synagoge in Sachsen. Das Gebäude war ein Emporensaal mit nordöstlicher Ausrichtung. Die Eingangsfront im Südwesten hatte drei zweiflügelige Türen mit halbrunden, verglasten Oberlichtern. Über jeder der Türen in der Erdgeschosszone befand sich jeweils ein Fenster im 1. Obergeschoss, das von Säulen gerahmt und in eine Bogenarchitektur eingebunden war. Der Saal war von einem tonnenförmigen Rabitzgewölbe mit Stuckkassettierung eingewölbt. An den Seiten des Raumes befanden sich Bogenfenster. An der Schmalseite im Nordosten befand sich der Toraschrein. Der Baustil war orientalisierender Historismus.